# Mandevilla nacarema
Mandevilla nacarema är en oleanderväxtart som beskrevs av J.F.Morales. Mandevilla nacarema ingår i släktet Mandevilla och familjen oleanderväxter. Inga underarter finns listade i Catalogue of Life.